# Arnàsia
Arnàsia fou un principat mede situat a la Pèrsia occidental que existia al segle viii aC i fins al segle vii aC.
Arnàsia era un dels nombrosos principats o grups medes que pagaven tribut al rei d'Assíria Sargon II, apareixent testimoniat el 713 aC. El nom del cap o príncep era Arbaces (mede Ar-ba-ku)